# Ptychamalia tactiturna
Ptychamalia tactiturna är en fjärilsart som beskrevs av Paul Dognin 1900. Ptychamalia tactiturna ingår i släktet Ptychamalia och familjen mätare. Inga underarter finns listade.